# Schloss Johannisburg

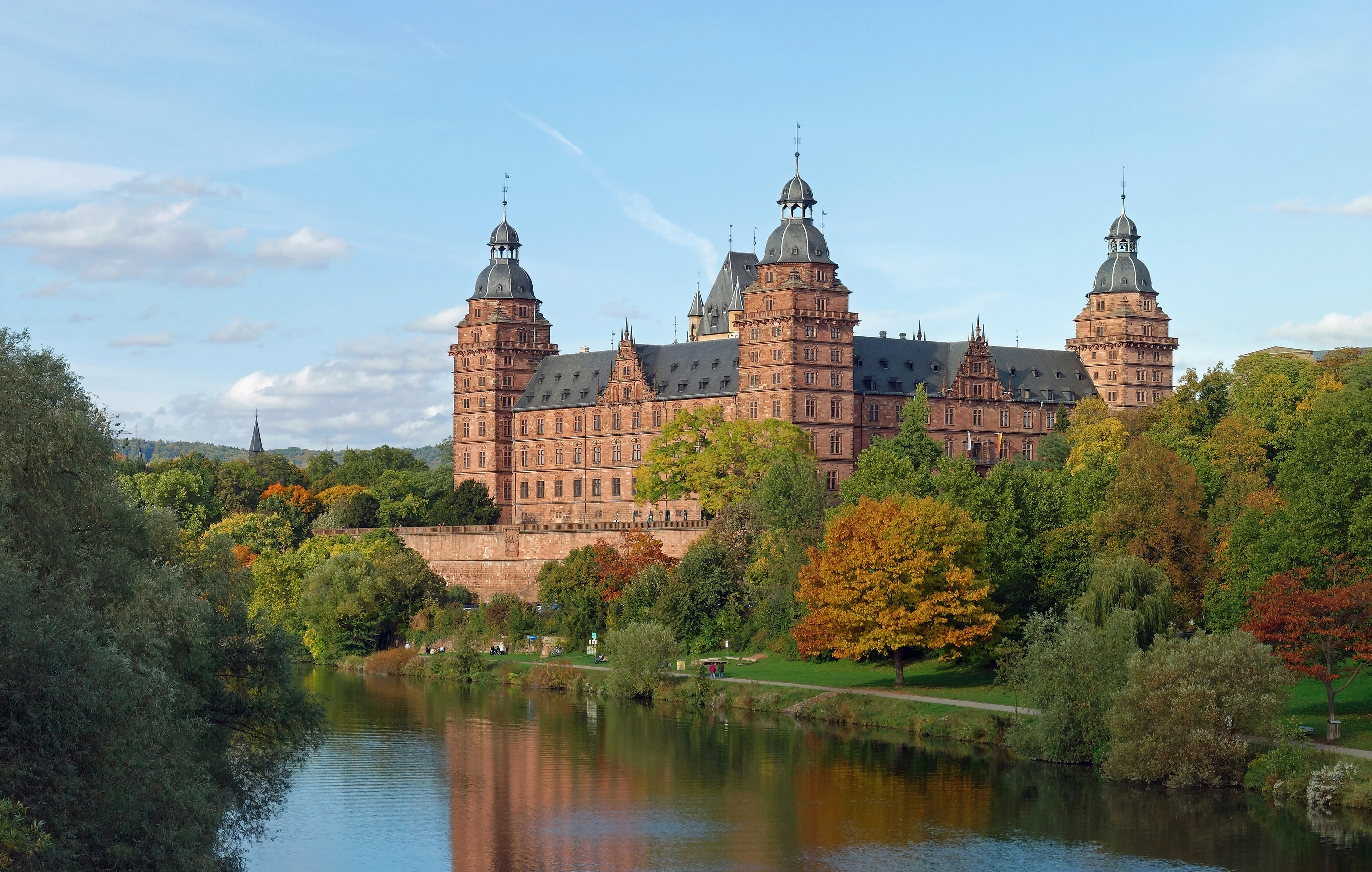
Schloss Johannisburg från sydväst.

Slottet Johannisburg dominerar stadsbilden i staden Aschaffenburg i västligaste Bayern i Tyskland. Det byggdes i renässansstil åren 1605–1614, som efterträdare till en medeltida borg som plundrats och förstörts 1552. Dock kunde det stora kärntornet (tyska Bergfried) restaureras och ingå i det nya slottet som ett femte torn. Slottet har bland annat utgjort bostad för ärkebiskopar och kurfurstar i Mainz fram till 1803. Från 1814 till monarkins slut 1918 tillhörde slottet den bayerska kronan. I dag ägs det av Bayerska fristaten. 
Den yttre formen, med fyra likstora trevåningslängor och högre hörntorn, är en tänkbar förebild till Skoklosters slott. Dock har Schloss Johannisburg även mindre trapptorn i den fyrkantiga innergårdens alla hörn, samt det ovannämnda kärntornet.
Till sevärdheterna, förutom själva byggnaden, hör en samling äldre måleri av bland andra Lucas Cranach den äldre, stiftsbiblioteket med 22 000 band, 86 handskrifter och 586 inkunabler samt världens största samling av arkitekturmodeller i kork, tillverkade i slutet av 1700-talet. Det är företrädesvis antika romerska byggnadsverk som återges, bland andra Colosseum med en diameter på 3 meter.